# 原生林
原生林（げんせいりん、英語: primeval forest, virgin forest、中国語: 原始森林、ドイツ語: Primärwald、フランス語: Forêt primaire、ロシア語: Девственный лес）はある程度昔から現在まで、伐採や災害などによって破壊（森林破壊）されたことがなく、またほとんど人手が加えられたことのない自然のままの森林をさす。それらが一切無いものを原始林というが、それに準ずるものである。

## 概要
植物群落は時間と共にその種の構成を変えてゆくものと考えられ、次第に背の高いもの、構造の複雑なものになると考えられる。このような変化を遷移というが、森林はそのもっとも発達したものと見なせる。さらに森林の中でも陽樹が林冠を占めるものから陰樹のそれに変化すると、それ以上はその種構成はさほど変化しないものと考えられる。このような状態を極相（極相林）という。しかし森林の変化はそれで終わりではなく、さらに高木が大径化し、林内に落葉や枯死木が堆積、それが分解されて深い土壌を形成するなどの発達を遂げる。また、大木にはうろが生じるなど若齢林には見られない構造も形成されることから、動物相にもさらに変化がある。このようなことから、長期にわたって極相林が維持された環境は、より豊かな動物相を持つものであり、しかも期間をかけて形成されただけに、これを破壊した場合、その完全な回復には大変な時間がかかる貴重なものであると考えられる。このような森林を原生林という。
人の手が一度も入ったことのない森林を原始林といい、さらに貴重なものと考えられるが、実際には人手が一度も入らない場所などほとんど存在しないから、まとまった伐採が行われたことがない、程度で考えるべきであろう。日本国内にはいくつか「原始林」の名の下に保護を受けている森林があるが、それらはすべて原生林であると見た方がよい。また、元もとそこに原生林的な森林があった場合、それが伐採されていても、その後の回復でほぼもとの状態に戻り、十分に時間がたっていれば原生林と呼ぶ例もある。実際には抜き切り程度の伐採は、それがあった場合もそのことを確認できないことも多い。
なお、林学的観点からは、老齢林（極相林や原生林）は成長速度が遅く、木材生産の速度が遅いから不経済であり、ある程度の抜き切りをして若い木を増やした方が合理的との判断もある。また、地球温暖化に関わって森林を二酸化炭素固定能で判断する立場からは、やはり老齢林はその速度が遅く、また現存量の増加が少ないことからやはり若齢林化すべきとの判断もある。生物多様性の観点からも極相林はその手前の状態に比べて種多様性が低いとする声がある。しかし、これらはいずれも原生林の特徴と重要性をそれぞれある一面からしか見ていないための判断である。

## 現状
森林は世界の陸地の約33%を占めており、2000年現在で約39億haの森林が存在すると見積もられている（1993年時点で約42億ha）。そのうち原生林は約95%を占める。1970年時点から原生林のおよそ80%には何らかの人手が加えられている。

## 原生林の例
日本
- 屋久島 - 縄文杉、ウィルソン株をはじめ、屋久杉の大木が自生。日本最北端のガジュマル林がある（1993年世界遺産自然遺産）。
- 白神山地 - ブナの原生林 、カツラ、ハリギリ、アサダなどの大木林がある（1993年世界遺産自然遺産）。
- 知床 - ミズナラ、ダケカンバの大樹林（2005年世界遺産自然遺産）。
- 春日山原始林 - 奈良に存在する原生林（1998年世界遺産文化遺産）。
- 静岡県函南町函南原生林 - 箱根外輪山の一角「鞍掛山」南西斜面の標高600m - 800mの、江戸時代から禁伐林として保護されてきたアカガシ、ブナ、ヒメシャラなどの林。
- 神奈川県清川村 - ブナ、モミの林。札掛モミの原生林は県の天然記念物に指定。
- 古処山 - 福岡県に存するツゲ原始林。特別天然記念物に指定。
- 富山県立山町美女平の原生林 - 立山黒部アルペンルートにあり、全国「森の巨人たち百選」にも選ばれた樹齢1000年を超える立山杉が数多く点在し、樹齢200〜300年のブナの木々が生い茂る原生林。
- 金作原原生林-鹿児島県奄美大島の奄美市にあり、スダジイなどの亜熱帯照葉樹やヒカゲヘゴなど木生シダが生えており奄美群島国立公園に指定されている。
- 住用マングローブ原生林 - 鹿児島県奄美大島の奄美市にあるオヒルギなどのマングローブが、住用川、役勝川の河口域にあり、日本では沖縄県西表島のマングローブ林に次ぐ面積に広がる。
- 春国岱 - 北海道根室市にある。風蓮湖と根室湾の間に位置する。